# Kent (Connecticut)
Kent is een dorp in de Amerikaanse staat Connecticut, en valt bestuurlijk gezien onder Litchfield County.

## Demografie
Volgens de volkstelling van Verenigde Staten, wonen er in 2000, 2.858 mensen, 1.143 huishoudens, en 744 families die in Kent. Het dorp een totale oppervlakte van 49,6 vierkante mijl (128 km²), waarvan 48,5 vierkante mijl (126 km²) land is en 1,1 vierkante mijl (2,8 km²) van het (2,26%) is water. Bulls Bridge is een van de twee overdekte bruggen open voor auto's in Connecticut, is gelegen in het dorp. Het dorp wordt doorsneden door de rivier de Housatonic. De westelijke helft bevat Macedonië Brook Park van de staat Connecticut.

## Bekende inwoners
- Ted Danson
- Peter Gallagher
- Henry Kissinger
- Patti LuPone
- Seth MacFarlane
- Rachael MacFarlane
- Lynn Redgrave